# Покољ у Хами
Покољ у Хами је 2. фебруара 1982. године починила сиријска војска након покушаја атентата на председника Хафиза ел Асада.
У граду Хами, који је био снажно упориште исламистичке сунитске организације Муслиманско братство, избила је побуна. Присталице Муслиманског братства убијале су чланове владајуће странке Баас (где шиити чине већину) и ускоро су овладале градом. Сиријска војска је опколила град који је у то време имао око 350.000 становника и започела с немилосрдним бомбардовањем града при чему је страдао велики део историјског језгра Хаме. Након две недеље борбе сиријска војска је продрла у град.
У бомбардовању и покољу који је уследио након уласка војске убијено је између 10.000 и 25.000 особа.